# Hjalmar Klyver
Hjalmar Klyver, né le 16 août 2001,, est un coureur cycliste suédois.

## Biographie
En 2018, Hjalmar Klyver devient champion de Suède du contre-la-montre dans la catégorie des juniors (moins de 19 ans). L'année suivante, il se classe notamment deuxième d'une étape du Saarland Trofeo, manche de la Coupe des Nations Juniors. Il représente par ailleurs son pays aux championnats d'Europe et aux championnats du monde juniors.
Lors de la saison 2023, il s'impose sur une étape du Tour international de Rhodes. Il termine par ailleurs troisième du championnat de Suède du contre-la-montre, ou encore dixième et meilleur jeune du Tour d'Estonie.

## Palmarès
- 2018
  -  Champion de Suède du contre-la-montre juniors
- 2019
  - 2e du championnat de Suède sur route juniors
  - 2e du championnat de Suède du contre-la-montre juniors
- 2021
  - Kinnekulle Cyclassic[4]
- 2023
  - 2e étape du Tour international de Rhodes
  - 2e du championnat de Suède du contre-la-montre espoirs
  - 3e du championnat de Suède du contre-la-montre
- 2025
  - 3e du Ronde van Oud-Vossemeer